# 劔山谷右エ門 (1803年生)
劔山 谷右エ門（つるぎやま たにえもん、享和3年（1803年） - 嘉永7年8月26日（1854年10月17日））は、越中国新川郡（現:富山県富山市）出身の力士。最高位は大関。不知火諾右エ門、秀ノ山雷五郎と「天保の三傑」と並び称された。167cm、115kgと伝わる。4代二十山。

## 略歴
木曽川傳吉の二十山に見出され、文政10年（1827年）初土俵。最初の四股名は鰐石文蔵（わにいしぶんぞう）。のちに阿武松の預かり弟子となる。
天保5年（1834年）正月新入幕、好成績を続け、天保6年（1835年）11月には横綱稲妻を大相撲の末に破って名を高める。稲妻が現役の末期とはいえ、1勝3分と渡り合った。
小結を8場所と足踏みしたが、天保11年（1840年）10月から3場所連続土つかずの星を残して天保13年（1842年）2月新大関。この時期、11年2月7日目と大関2場所目の13年10月9日目、不知火による2敗をはさんで29連勝を記録している。
四股名は天保14年（1843年）正月場所より劔山。天保9年（1838年）10月から徳島藩の抱えとなっており、同国の剣山にちなんだもの。郷里の剱岳とは無関係という。
横綱免許の打診もあったが、力士としては小兵の体躯で、土俵入り姿が様にならないからとこれを固辞。代わりに秀ノ山を推薦した。
嘉永5年（1852年）2月まで11年21場所大関を務め、数え50歳で引退。二十山を継ぎ弟子の育成に当たったが、2年後に没する。教え子に黒崎佐吉がおり、黒崎は彼を慕って角界入りしたと伝わっている。
軽量の業師型で、特に土俵際の巧みさで名人とうたわれた。決まった得意手を持てば、やがてそれを覚えられ苦戦するようになる、得意を持たずどんな相手にも自在に対応できる様でなくてはいけない、という信念の持ち主で、「名人に得意なし」は今も角界に金言として残る。

## 成績
- 幕内通算37場所 143勝31敗22分6預5無148休　勝率.822

### 場所別成績
| 1827年 | 東序ノ口16枚目 –         | 東序二段16枚目 –        |
| 1828年 | 東三段目29枚目 –         | 東三段目筆頭 –          |
| 1829年 | 東幕下21枚目 –           | 東幕下17枚目 –          |
| 1830年 | 東幕下14枚目 –           | 東幕下9枚目 0–0         |
| 1831年 | 東幕下9枚目 0–0          | 東幕下8枚目 5–2         |
| 1832年 | x                        | 東幕下5枚目 6–2 2分     |
| 1833年 | 東幕下4枚目 3–3 1分      | 東幕下2枚目 3–1         |
| 1834年 | 東前頭8枚目 3–1–3 2分1無 | 東前頭5枚目 7–1–1 1分   |
| 1835年 | 東前頭5枚目 3–0–6 1分    | 東前頭3枚目 7–1–1 1分   |
| 1836年 | 東前頭筆頭 5–0–1         | 東小結 7–0–2 1分        |
| 1837年 | 東小結 4–1–4 1分         | 東前頭筆頭 6–0–2 1分1無 |
| 1838年 | 東小結 3–0–3             | 東小結 2–2–6            |
| 1839年 | 東小結 0–0–10            | 東小結 0–0–10           |
| 1840年 | 東小結 6–3–1             | 東小結 5–0–5            |
| 1841年 | 西関脇 6–0–3 1預         | 西関脇 8–0              |
| 1842年 | 東大関 3–0–4 2分1預      | 東大関 5–1–2 2分        |
| 1843年 | 東大関 4–0–6             | 東大関 4–1–4 1分        |
| 1844年 | 東大関 3–1–5 1分         | 東大関 1–0–9            |
| 1845年 | 東大関 0–0–10            | 東大関 5–1–2 1分1預     |
| 1846年 | 東大関 4–1–4 1預         | 東大関 4–2–4            |
| 1847年 | 東大関 4–2–4             | 東大関 5–2–2 1分        |
| 1848年 | 東大関 4–2–3 1無         | 東大関 4–2–2 1分1無     |
| 1849年 | 東大関 2–0–8             | 東大関 6–2–1 1無        |
| 1850年 | 東大関 5–2–2 1分         | 東大関 7–1–1 1分        |
| 1851年 | 東大関 0–0–5             | 東大関 1–2–2 3分2預     |
| 1852年 | 東大関 引退 0–0–10       | x                       |
| 各欄の数字は、「勝ち-負け-休場」を示す。 優勝 引退 休場 十両 幕下 三賞：敢=敢闘賞、殊=殊勲賞、技=技能賞 その他：★=金星 番付階級：幕内 - 十両 - 幕下 - 三段目 - 序二段 - 序ノ口 幕内序列：横綱 - 大関 - 関脇 - 小結 - 前頭（「#数字」は各位内の序列） |                          |                         |

- 当時は十両の地位が存在せず、幕内のすぐ下が幕下であった。番付表の上から二段目であるため、現代ではこの当時の幕下は、十両創設後現代までの十両・幕下と区別して二段目とも呼ぶ。
- 二段目11枚目以下の地位は小島貞二コレクションの番付実物画像による。

## 改名歴
- 鰐石 文藏 - 1827年3月場所 - 1842年10月場所
- 劔山 谷右エ門 - 1843年1月場所 - 1852年2月場所